# Янгіскаїн
Янгіскаї́н (рос. Янгискаин, башк. Яңғыҙҡайын) — село у складі Гафурійського району Башкортостану, Росія. Адміністративний центр Янгіскаїнської сільської ради.
Населення — 888 осіб (2010; 994 в 2002).
Національний склад:
- татари — 64%
- башкири — 33%

## Видатні уродженці
- Ахметзянов Зайнетдін Нізамутдінович — Герой Радянського Союзу.